# Добралък
Добралък е село в Южна България. То се намира в община Куклен, област Пловдив.

## География
Село Добралък се намира в планински район. То е село разположено в Родопите. От Бяла Черква е на няколко часа път. Има много красива природа и чист въздух.

## История
Според преброяването на населението в Царство България през 1910 година, към 31 декември същата година в Добралък живеят 186 жители.
Землището на Добралък е обширно, разннобразно и богато на природни красоти. То се простира 61.653 m².
Кратка, но сравнително точна, характеристика е направил А.Георгиев в описанието на Добралък през 1882 г., в което четем:„ Землището им, ако и да е балкан, дава изобилни плодове. То е много широко, с добри води и обиколено със страшни височини, в които се въдят всякакви зверове“. Чак страшни няма, но наистина разклоненията на двата рида са завидни.
Красиви излетни места в близките околности на Добралък са: ливадите около селото в местностите Спортива, Гергюва черква, Драгосювица, Вълков тор, а по-далечните – курортните Студенец, Бяла черква, хижа Чернатица (Комсомолска). Бъдещото дооформяне на парк Родопи ще превърне западната част на землището в още по-привликателно краище за краткотраен отдих и излети.
Наименованията на местностите са запазени. Отклонение от този път започва от местността Баба и върви по билото на Черновръшкия рид до Бяла черква, където се пресича и съединява с другия римски друм от Пловдив през Персенк за Беломорието. Черновръшката пътека свързва Бачковския с Белочерковските манастири. По нея е минавал някога и френският пътешественик Пол Люсак. Гледано от изток откъм Болобърдо, то пленява със своята светлина и спокойствие. Ясно се очертават в центърът новото училище, сградата на общината и читалището. Бялата светлина на каменните покриви ярко контрастира с керемидените покриви на новите къщи, които опират току до ливадите на Гергюва черква.
Новият стопански комплекс с административна сграда, складове, работилници и гаражи се виждат но север чак от връх Руен.
Скрито остава селото за идващите пътници откъм запад.
Едва когато стигнат къщите в горната махала, могат да обхванат част от селото. В каквато и посока да се приближите към Добралък, особено вечерно време, отдалеч блестят електрическите лампи и му придават вид на бял остров сред тъмно развълнувано море.
Разположението на селото, неговото значително благоустрояване не променят старото деление на махали.
Долната махала е от двете страни на пътя, прекосяващ от север на юг селото – от Корита до Забракювица. Редят се в две малки родови махалички: Кацарюски, Настасуски, Кълюски и Шатюски. По-късно се оформя срещната махала с родовете: Попуски, Лазаруски, Гюргюски, Веленуски и Тупчиюски и др.
Горната махала е раэположена от двете страни на пътя от север на югозапад от „Турското гробе“ до „Говедарника“ с други родове.
Благоустрояването на селото върви с бързи темпове.
След частичното водоснабдяване преэ 1953 година с чиста и студена вода от „Курията“, преэ 1981 година в чест на 1300-годишнина от основаването на България лично министърът на строежите прерязва лентата на новото разширение на водопровода, който довежда „Бялата вода“ по 5 км-вото трасе до Добралък.
Остават эа спомен двете чешми:„Корита“ и „Поповата чешма“ със стар турски надпис:„Направих хаир за добро“ и подпис на Ибрахим Ибрахимов-мухтар на селото преэ 1848 година. Преэ 1988 година е поставен нов резервоар.
„Добрите води“, за които пишат летописците и минувачите, са вече във всеки добралъшки дом, електрическото осветление окончателно е изпратило борината и газените лампи в историятя, а по асфалтираните улици се движат всякакви моторни превозни средства.
Добралък наброява около 150 къщи. В „Официалната статистика на източно-румелийското население“ от 1880 г. са посочени 139 къщи. Както се вижда, техният брой малко се е увеличил. Много къщи се изоставиха или продадоха на безценица.същите къщи сега са реставрирани и подменени. Голям е броят на плевните, които по здравина и архитекура не отстъпват на къщите, но техният брой постоянно намалява.
Пътищата и съобщителните връзки на Добралък са своеобразна история, която води началото си далече в миналото.
Транзитни пътища, минаващи през селото, в миналото и сега няма поради неговата откъснатост. Затова връзките с пазарните центрове Пловдив и Асеновград и околните села се осъществяват посредством пешеходни пътеки и пътища за товарен добитък. Чрез тях Добралък се свързва със света едва през 1958 г.-повратна година в развитието на селото.
Историческите хроники и описания сочат важни транзитни пътища през землището му, но те не минават през местностите Баба, Св. Илия, Падините, Съботинче и е част от римския друм от Станимака (Асеновград) за Беломорието през върешността на Родопите. Започва от устието но река Луковица, издига се високо и почти под билото на Черновръшкия рид, над левия бръг на Чепеларската река, над селата Бачково, Наречен, Нареченски бани, и Косово, след което при с. Хвойна слиза покрай самата река и продължава към вътрешността. Живописно описание на този път е направил през 1909 г. Стою Н. Шишков. Тогава е имало още доста запазени участъци, заедно с участъка от местността Баба до местността Падините с живописен кюшк, нареченн Бумбаров кюшк.
Връзка с автора: имейл: btt@abv.bg www.boristodorov.blogspot.com

## Религии
Православни християни

## Редовни събития
Рали „Хеброс“ се организира се веднъж годишно, като първото му издание е през 1972 година. Печелено е от известни пилоти през годините: Атила Ферианц (Унгария) – 7 пъти, Сердар Бостанджи (Турция) – 2 пъти, В. Д. Марел (Холандия), Роберто Калоероли (Италия), Холовейзе (Полша), Дженере (Италия) и други
В най-новата история на рали „Хеброс“ нееднократни победители са екипажите на българските пилоти – Димитър Илиев, Ясен Попов и Крум Дончев.

## Личности
- Борис Христев – народен певец и музикант
- Павел Костов – политик и общественик
- Крум Янков – родопски певец и музикант
- Иван Д. Христов – писател
- Стоян Христев – народен музикант